# Race (film, 2008)
Pour les articles homonymes, voir Race (homonymie).
Série
Race 2
(2013)
Pour plus de détails, voir Fiche technique et Distribution.
Race (hindi : रेस) est un film indien de Bollywood réalisé par le duo Abbas-Mastan, sorti en 2008. 
On y retrouve Anil Kapoor, Saif Ali Khan, Akshaye Khanna, Bipasha Basu, Sameera Reddy et Katrina Kaif en rôles titres. Le film a été tourné à Durban (Afrique du Sud) et à Dubaï. C'est un film masala inspiré de Goodbye Lover, produit en 1999 à Hollywood.
Le film a été un succès au box office et connu deux suites : Race 2 et Race 3

## Synopsis
Ranvir et Rajeev Singh sont deux frères vivant de leurs paris dans des courses hippiques. Alors que Ranvir est tellement passionné par les courses qu'il ne remarque pas l'amour que lui porte sa charmante secrétaire, Sophia, Rajeev, alcoolique, épouse la splendide Sonia pour essayer d'échapper à son addiction. S'ensuivent une série de trahisons, rebondissements et retournements de situation dans lesquels interviennent un détective boulimique et sa secrétaire un peu simplette.

## Fiche technique
- Titre : Race
- Réalisateur : Abbas-Mastan
- Producteur : Kumar Taurani, Ramesh Taurani
- Scénariste : Shiraz Ahmed, Jitendra Parmar, Anurag Prapanna
- Musique : Pritam
- Photographie : Ravi Yadav
- Montage : Hussain A. Burmawala
- Date de sortie : 20 mars 2008
- Durée : 159 min
- Pays : Inde
- Langue : Hindi

## Distribution
- Saif Ali Khan : Ranvir Singh
- Akshaye Khanna : Rajeev Singh
- Katrina Kaif : Sophia
- Bipasha Basu : Sonia
- Anil Kapoor : Robert D'Costa
- Sameera Reddy : Mini
- Dalip Tahil
- Johnny Lever

## Musique
La musique a été réenregistrée après une première distribution afin d'ajouter un titre. Le chanteur taïwanais Lee-Hom Wang a porté plainte pour plagiat de sa chanson Deep in the Bamboo Grove (Zhu Lin Shen Chu) dans Zara Zara Touch Me.
| Chanson                             | Interprète(s)                        |
| ----------------------------------- | ------------------------------------ |
| Race Saanson Ki                     | Sunidhi Chauhan & Neeraj Shridhar    |
| Khwab Dekhe (Sexy Lady)             | Monali Thakur & Neeraj Shridhar      |
| Pehli Nazar Mein                    | Atif Aslam                           |
| Dekho Nashe Mein (Latin Fiesta Mix) | Shaan, Sunidhi Chauhan & K.K.        |
| Mujhpe To Jadoo                     | Taz, Apache Indian & Sunidhi Chauhan |
| Zara Zara Touch Me (Asian RnB Mix)  | Monali Thakur                        |
| Race Is On My Mind                  | Sunidhi Chauhan & Neeraj Sridhar     |
| Dekho Nashe Mein                    | Shaan, Sunidhi Chauhan & K.K.        |
| Zara Zara Touch Me                  | Monali Thakur                        |